# الشلال السادس

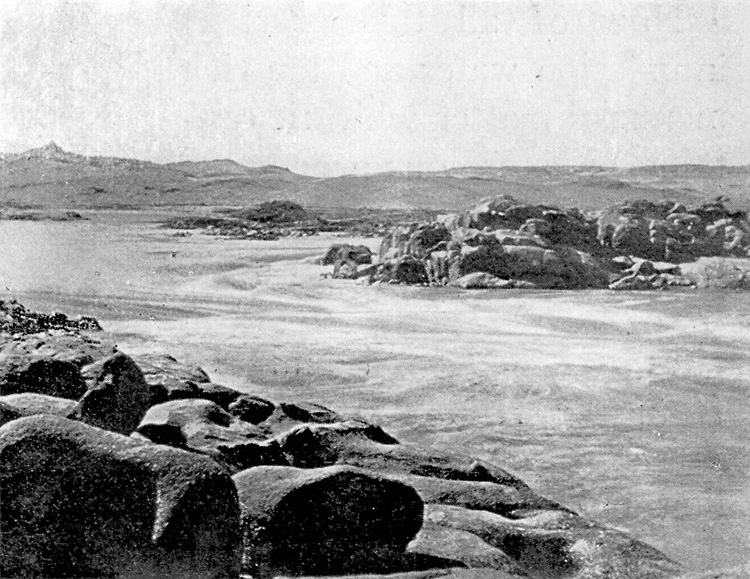
الشلال السادس

الشلال السادس أو السبلوقة من المناطق النيليلة السياحية وهو أحد الشلالات  الستة لنهرالنيل، ويقع شمال الخرطوم وجنوب البجراوية في قرية السبلوقة السودانية.

## الموقع

مركب في نهر النيل - منطقة السبلوقة (الشلال السادس) وهي من المناطق النيليلة السياحية ويقع شمال الخرطوم وجنوب البجراوية

يقع الشلال السادس في منطقة المسيكتاب جنوب شمال الخرطوم ويبعد عنها حوالي 90 كم، وتبعد عن طريق التحدي أو الخرطوم-عطبرة 12 كم غرباً
ويقع الشلال في قرية السبلوقة، وهي من القري السودانية العريقة.

## السياحة

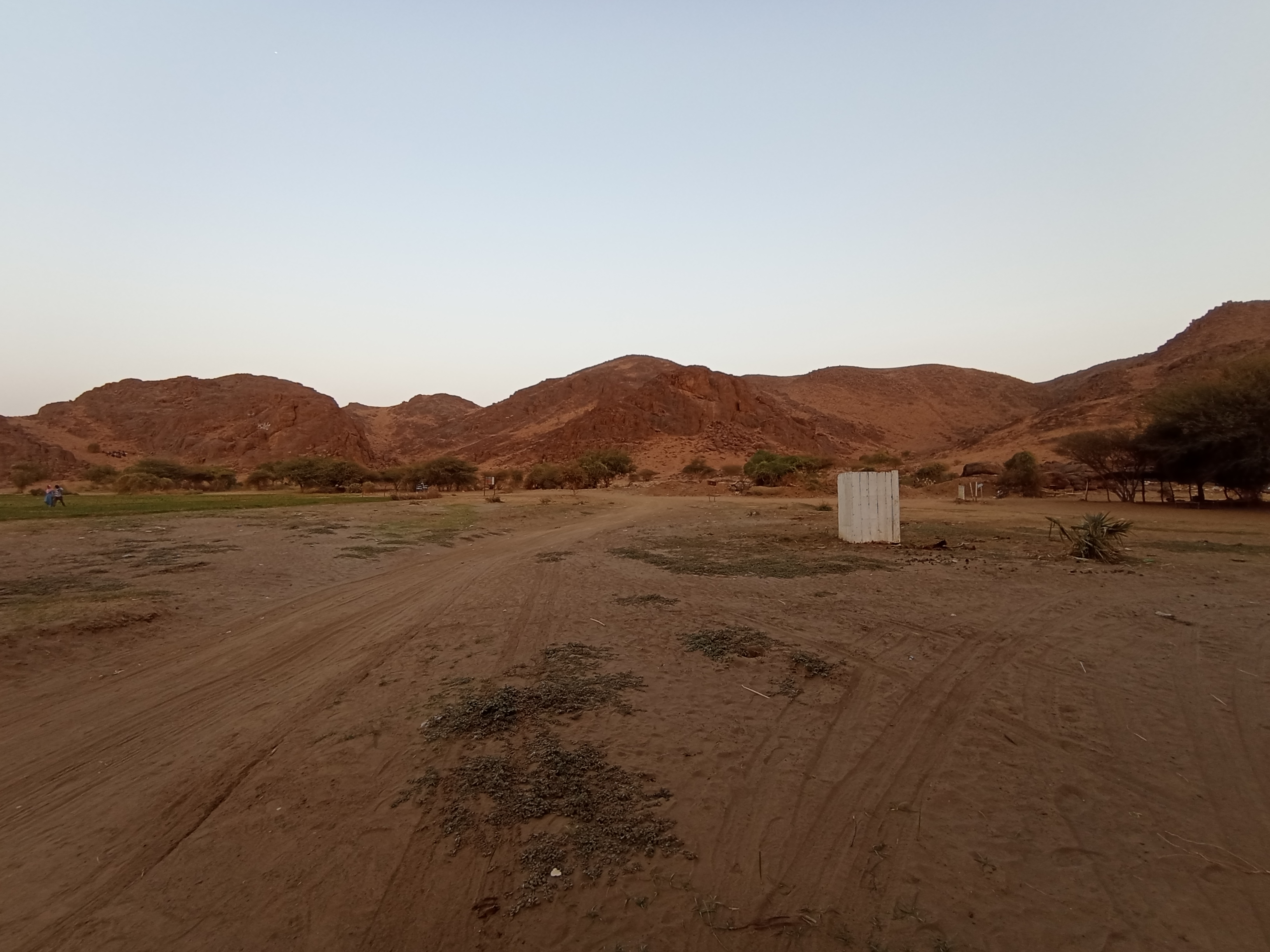
السبلوقة في السودان

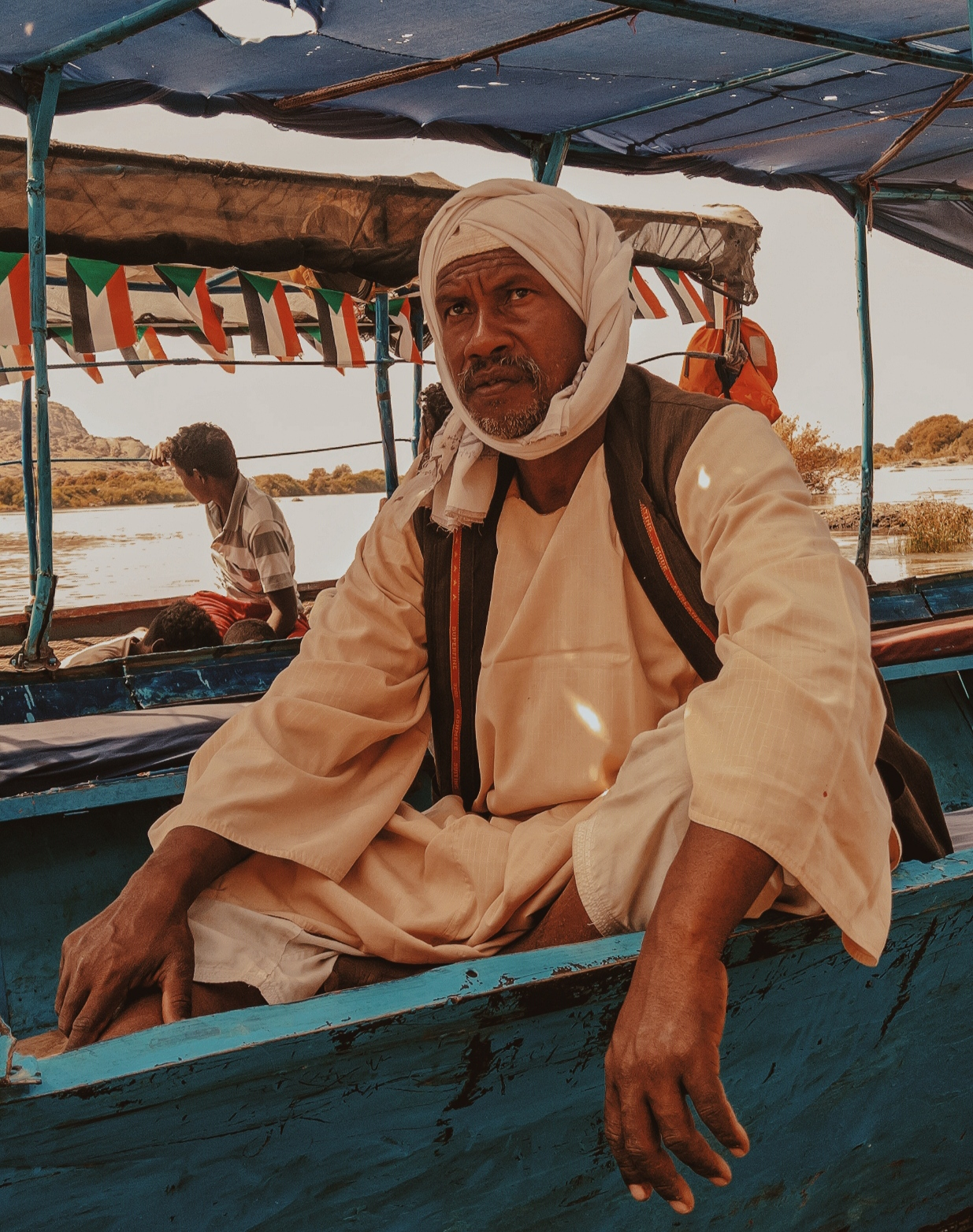
صورة لصياد السمك في مركبه في منطقة الشلال السادس السياحية

السبلوقة من أهم المناطق السياحية في ولاية نهر النيل وتتمتع بمناظر طبيعية خلابة جداً ويعتبر مقصداً للسياح وذلك لطبيعة المنطقة الجبلية وضيق المجرى والتدفق المائي فهي توفر بذلك سياحة التزلج والسباحة والرحلات النيلية، ومناخها يعتبر شبه صحراوي وطبيعة المنطقة جبلية كثيرة الصخور.
تضم المنطقة العديد من اجناس الحياة البرية كالطيور والحيوانات المختلفة